# NGC 1710
NGC 1710 este o galaxie lenticulară situată în constelația Iepurele. A fost descoperită în 14 noiembrie 1885 de către Francis Leavenworth. Se află la o distanță de 54,7 de megaparseci de Pământ.